# Karanganom (Butuh)
Karanganom is een bestuurslaag in het regentschap Purworejo van de provincie Midden-Java, Indonesië. Karanganom telt 315 inwoners (volkstelling 2010).